# Xantoconite
La xantoconite, o anche xanthoconite, (simbolo IMA: Xcn) è un raro minerale del gruppo della proustite appartenente alla classe minerale dei "solfuri e solfosali" con composizione Ag3AsS3, quindi, da un punto di vista chimico, è un solfuro d'argento-arsenico.

## Etimologia e storia
La xantoconite fu scoperta per la prima volta nel 1797 nella "miniera di Himmelsfürst" vicino a Brand-Erbisdorf (in Sassonia, Germania) e descritta nel 1840 da Johann Friedrich August Breithaupt, che chiamò il minerale con le parole greche ξανθς ('xanthos', giallo) e χόνις ('konis', polvere) a causa del suo caratteristico colore dello striscio giallo-arancio.
August Breithaupt e G.P. Plattner avevano già riscontrato nell'analisi del materiale che "il minerale è così viscoso che si scioglie anche alla fiamma di una candela e sviluppa vapori che odorano di acido solforoso e arsenico". Infatti, la xantoconite, simile alla proustite strettamente correlata, è facile da sciogliere davanti al cannello a soffiatura, da cui si depositano vapori di acido solforoso e arsenico dall'odore caratteristico.

## Classificazione
Nell'ormai obsoleta, ma ancora in uso 8ª edizione della sistematica dei minerali secondo Strunz, la xantoconite apparteneva alla classe minerale dei "solfuri e solfosali" e lì alla sottoclasse generale dei "solfosali", dove formava il gruppo senza nome II/E.07 insieme a proustite, pirargirite, pirostilpnite, quadratite e samsonite.
La 9ª edizione della sistematica minerale di Strunz, valida dal 2001 e utilizzata dall'Associazione Mineralogica Internazionale (IMA), classifica la xantoconite nella classe "2.G Solfoarseniuri, solfoantomoniuri, solfobismuturi". Questa divisione è ulteriormente suddivisa in base alla struttura cristallina e all'eventuale presenza di ulteriore zolfo, in modo che il minerale si trovi nella suddivisione "2.GA Neso-solfoarseniuri, ecc. senza S aggiuntivo" in base alla sua struttura e composizione, dove forma il gruppo senza nome 2.GA.10 insieme alla pirostilpnite.
Anche la classificazione dei minerali secondo Dana, utilizzata principalmente nel mondo anglosassone, classifica la xantoconite nella classe dei "solfuri e solfosali" e lì nella sottoclasse dei "solfosali". La si trova nel "gruppo della xantoconite" con il sistema nº 03.04.02 e l'ulteriore membro pirostilpnite all'interno della suddivisione "Solfosali con il rapporto 3 > z/y e la composizione (A+)i(A2+)j[ByCz], A = metalli, B = semimetalli, C = non metalli".

## Abito cristallino
La xantoconite cristallizza nel sistema monoclino nel gruppo spaziale C2/c (gruppo nº 15) con i parametri reticolari a = 12,00 Å, b = 6,26 Å, c = 17.08 Å e β = 110,0° così come 8 unità di formula per cella unitaria.

## Modificazioni e varietà
La xantoconite è la seconda modifica del composto Ag3AsS3 insieme alla proustite.

## Origine e giacitura
La xantoconite è formata da processi idrotermali nelle vene di minerali contenenti argento e arsenico, dove si presenta in paragenesi principalmente con proustite, ma anche pirargirite, acantite, calcite e arsenico nativo.
In tutto il mondo, il minerale è stato finora (a partire dal 2009) rilevato in circa 70 siti, tra cui Chañarcillo nella regione di Atacama cilena; nella Foresta Nera (Baden-Württemberg), Odenwald (Assia), vicino a Sankt Andreasberg (Bassa Sassonia) e nell'Erzgebirge (Sassonia) in Germania; nelle regioni francesi dell'Alsazia, dell'Alvernia e della Lorena; nelle Cicladi e nell'Attica in Grecia; Powys (Galles, in Gran Bretagna); nei pressi di Silvermines nella contea di Tipperary, in Irlanda; sull'isola di Honshū in Giappone; a Coquihalla Pass (Columbia Britannica) e nel distretto di Timiskaming (Ontario, in Canada); nei pressi di Ouarzazate in Marocco; nella regione di Qostanay in Kazakistan; nei distretti messicani di Chihuahua e Zacatecas; nel territorio della Kamčatka (Russia); Malå in Svezia; nel Canton Vallese; nei pressi di Banská Bystrica e Košice in Slovacchia; nella "Miniera di Balcoll" nei pressi di Falset in Spagna; nella Boemia ceca; nelle montagne di Rudabánya in Ungheria; così come in diverse regioni degli Stati Uniti.

## Forma in cui si presenta in natura
La xantoconite di solito sviluppa cristalli tabulari a forma di cresta di colore giallo arancio, ma anche aggregati minerali a forma di grappolo d'uva, a forma di rene o radiali di colore da rosso carminio scuro a chiodi di garofano. La xantoconite lascia un caratteristico striscio giallo-arancio sulla mattonella.